# Лондонският площад Трафалгар
„Лондонският площад Трафалгар“ (на английски: London's Trafalgar Square) е британски документален късометражен ням филм от 1890 година, заснет от режисьорите Уордсуърт Донисторп и Уилям Кар Крофтс.

## Сюжет
Запазените десет кадъра от кинолентата показват заснето движение по площад Трафалгар - едно от най-значимите и лесно разпознаваеми места в Лондон. В центъра на кадрите се вижда Националната галерия, а на преден план преминават карети и пешеходци.

## Предистория
Донисторп се запалва по идеята на кинематографията по време на следването си в университета. През 1869 година един от неговите преподаватели е бил физикът Джеймс Кларк Максуел, който в същата година е доусъвършенствал зоотропа. На 9 ноември 1876 година Донисторп, съвместно с Крофтс, подава заявка за патент над изобретения от тях апарат за снимане на движещи се обекти, давайки му названието „Кинезиграф“.